# Estadio Kazhymukan Munaitpasov (Astana)
El Estadio Kazhymukan Munaitpasov (en kazajo: Қажымұқан Мұңайтпасов стадион) es un estadio multiusos ubicado en la ciudad de Astaná, Kazajistán. Se utiliza preferentemente para partidos de fútbol, y es el estadio del FC Zhenis Astana, club que milita en la Liga Premier de Kazajistán, la máxima división del fútbol en Kazajistán. El estadio tiene una capacidad para 12.000 personas.
El estadio lleva desde 1986 el nombre de Kazhymukan Munaitpasov, un luchador kazajo y artista circense, y repetidas veces campeón mundial de lucha grecorromana.

## Historia
Desde 1938 a 1951 el estadio se denominó "Estadio Lokomotiv de Akmolinsk", de 1951 a 1962, el estadio tuvo muchos nombres, a saber: “Iskra”, “Burevestnik”, “Enbek” y “Torpedo”, esto se debió a que el estadio estaba gestionado por sociedades deportivas sindicales. Desde 1965 a 1974 se llamó "FSO Dynamo Stadium", y "Energía Stadium" desde 1975 a 1986. En 1986, a petición del Comité Ejecutivo Regional, el Consejo de Ministros de la República nombró el estadio en honor al luchador grecorromano Kazhymukan Munaitpasov.
El primer partido oficial en el estadio tuvo lugar el 14 de mayo de 1964. Más de 10 mil aficionados acudieron al partido del campeonato de la URSS de la clase "B" de la zona 5 para apoyar al "Dynamo" local contra el "Lokomotiv" de Oremburgo, el cuadro local ganó por 2–0.
El 10 de junio de 1997 tuvo lugar en el estadio la ceremonia de nombramiento de Astaná como la nueva capital de la República de Kazajistán. Se organizó un espectáculo colorido con la participación de artistas escénicos nacionales y extranjeros.
En 2000, el estadio acogió por primera vez la final de la Copa de fútbol de Kazajistán. Ese año, Kairat Almaty jugó contra Access-Golden-Grein de Petropavlovsk, el partido terminó con un marcador de 5–0 a favor del Kairat. Al año siguiente, 2001, el estadio volvió a acoger la final de la Copa de fútbol. Pero esta vez el equipo local Zhenis Astana jugó contra el Irtysh Pavlodar, el resultado del partido se determinó mediante la tanda de penaltis, en la que Zhenis ganó por 5–4.
El 24 de julio de 2002 se convirtió en el primer estadio del país en albergar partidos de la Liga de Campeones de la UEFA. En concreto, el partido del local Zhenis Astana contra el Sheriff Tiraspol de Moldavia.
Tras la inauguración del nuevo Astana Arena en julio de 2009, el estadio Munaitpasov pierde su condición de estadio principal de la capital de Kazajistán. Desde 2010 vuelve a ser el estadio del FC Astana-1964 .